# Slaughter (Luisiana)
Slaughter é uma vila localizada no estado americano de Luisiana, na Paróquia de East Feliciana.

## Demografia
Segundo o censo americano de 2000, a sua população era de 1011 habitantes.
Em 2006, foi estimada uma população de 1000, um decréscimo de 11 (-1.1%).

## Geografia
De acordo com o United States Census Bureau tem uma área de
14,2 km², dos quais 14,2 km² cobertos por terra e 0,0 km² cobertos por água.

## Localidades na vizinhança
O diagrama seguinte representa as localidades num raio de 20 km ao redor de Slaughter.